# Агана, Тони
Патрик Энтони Олозинка Агана (англ. Patrick Anthony Olozinka Agana; 2 октября 1963, Бромли, Англия) — английский футболист, нападающий, позднее тренер. Начал свою карьеру в любительском футболе, прежде чем стать профессиональным игроком «Уотфорда».
Позже он перешел в «Шеффилд Юнайтед», где провел самый успешный период в своей карьере, проведя более 100 матчей за «клинков» и пройдя путь от третьего дивизиона до высшего. Впоследствии он перешел в «Ноттс Каунти», за который также сыграл более 100 матчей, после чего вернулся в нон-лигу, где и завершил карьеру. Он некоторое время был тренером «Лик Таун», а позже «Гайзли», прежде чем уйти из футбола в 2002 году.

## Карьера
Агана начал свою футбольную карьеру в клубе нон-лиги «Уэллинг Юнайтед», при этом работав полный рабочий день в страховой компании. Когда его компания переехала в Пул, он в марте 1984 года за 4500 фунтов стерлингов перешёл в полупрофессиональный «Уэймут». В дальнейшем он провёл более 100 матчей за «терракотовых», а также сыграл один матч за третью сборную Англии за время пребывания в клубе.
В августе 1987 года перешёл в клуб Первого дивизиона «Уотфорда». Дебютировал 15 августа в домашнем матче против «Уимблдона»; на момент дебюта в профессиональном футболе ему был 23 года. Единственный гол за клуб забил 28 декабря, сравняв счёт в гостевом матче против «Портсмута».
Проведя всего шесть месяцев на «Викаридж Роуд», Агана поменял клуб, перейдя в клуб Второго дивизиона «Шеффилд Юнайтед». Тренер Дейв Бассетт, который, будучи у руля «Уотфорда», подписал контракт с Патриком, был уволен в январе 1988 года и впоследствии присоединился к «Шеффилд Юнайтед», а через несколько дней продал Мартина Кула в свой бывший клуб за 40 000 фунтов стерлингов; взамен на «Брэмолл Лейн» переехали Агана и Питер Хедерстон. Дебютировал 20 февраля в домашнем матче против «Барнсли», забив гол. Несмотря на многообещающий старт, забил всего два мяча за полгода и вместе с клубом вылетел в Третий дивизион. В следующем сезоне ситуация изменилась, так как Патрик выстроил впечатляющую связку с новичком Брайаном Дином. За сезон он забил 24 гола в 46 матчах (столько же забил и Дин), чем помог «клинкам» получить повышение; сам Агана был назван игроком года по версии болельщиков. В следующем сезоне результативность игрока снизилась — ему удалось забить лишь 10 мячей. Тем не менее в матче против «Лестер Сити» он оформил дубль, чем принёс команде победу (5:2) и обеспечил возвращение в Первый дивизион. В высшем дивизионе игрок, как и прежде в «Уотфорде», начал терять в игровом времени; на это повлияли травмы и потеря темпа. В конечном итоге он был выставлен на трансфер.
В ноябре 1991 года Агана перешёл в «Ноттс Каунти» за 685 000 фунтов стерлингов, что на тот момент стало рекордным трансфером клуба. Дебютировал 16 ноября в гостевой игре с «Астон Виллой». Первый гол забил 28 декабря в ворота «Вест Хэм Юнайтед». В феврале 1992 года он был ненадолго отдан в аренду в «Лидс Юнайтед». Дебютировал 29 февраля в матче против «Лутон Таун», заменив Родни Уолласа. Сыграв в двух матчах чемпионата, вместе с командой завоевал чемпионский титул. Однако со своим основным клубом не смог избежать вылета из высшего дивизиона. Сезон 1991/92 стал последним сезоном на высшем уровне и для игрока, и для клуба: в сезоне 1994/95 «Каунти» занял последнее место в Первом дивизионе, а через два года — во Втором. Тогда же покинул клуб.
После ухода он провёл свой последний сезон в Футбольной лиге, перейдя в «Херефорд Юнайтед», однако не смог избежать вылета в Футбольную Конференцию, после чего ушёл из клуба. 1998 год провёл в Северной Ирландии, выступая за «Клифтонвилл». Позднее присоединился к клубу нон-лиги «Лик Таун», за который в 1999 году провёл 6 матчей в качестве временного главного тренера. Позже играл за «Гайзли», где был играющим тренером, а затем перешёл в «Олфретон Таун», где и завершил карьеру в возрасте 38 лет.

## Жизнь после футбола
После ухода из футбола он изучал компьютерную визуализацию в Университете Шеффилд Халлам, который окончил в 2004 году. После окончания университета работал в Манчестерском университете специалистом по технологиям дистанционного обучения, а также в команде гостеприимства в дни матчей «Шеффилд Юнайтед». Затем он начал работать в Академии Вингфилда в Ротереме в качестве сотрудника технической поддержки, где работает и по сей день.
В 2023 году Агана был членом независимой комиссии из трех человек, которая признала бывшего менеджера «Кроли Таун» Джона Йемса виновным по одиннадцати пунктам обвинения в расовых оскорблениях в адрес своих игроков и отстранила его от футбола на 18 месяцев.

## Достижения

### Командные

#### Лидс Юнайтед
- Чемпион Англии: 1991/92

### Личные
- Игрок года футбольного клуба «Шеффилд Юнайтед»: 1989
- Команда года по версии ПФА в Третьем дивизионе: 1988/89